# San Bernardo alle Terme
San Bernardo alle Terme är en kyrkobyggnad på Quirinalen i Rom, helgad åt den helige Bernhard av Clairvaux. Kyrkan är belägen vid Piazza di San Bernardo i Rione Castro Pretorio. San Bernardo alle Terme tillhör församlingen Santa Maria degli Angeli e dei Martiri.

## Historia
Kyrkan uppfördes 1598 i en kupoltäckt rundbyggnad som tidigare utgjort en del av Diocletianus termer. Fasaden och interiören är i sin nuvarande form från 1700-talet. Interiören hyser bland annat åtta helgonskulpturer utförda av Camillo Mariani omkring 1600.
San Bernardo alle Terme är sedan 1670 titelkyrka. Nuvarande titelinnehavare är kardinal George Alencherry.